# 拉讷韦勒
拉讷韦勒（法語：Laneuvelle，法語發音：[lanøvɛl]）是法国上马恩省的一个市镇，属于朗格勒区。

## 地理
拉讷韦勒（47°55'27"N, 5°40'18"E）面积11.03 平方千米，位于法国大東部大區上马恩省，该省份为法国东北部内陆省份，北起马恩省和默兹省，西接奥布省，西南接科多尔省，东南接上索恩省，东临孚日省。
与拉讷韦勒接壤的市镇（或旧市镇、城区）包括：波旁莱班、下夸菲、当雷蒙、维克。

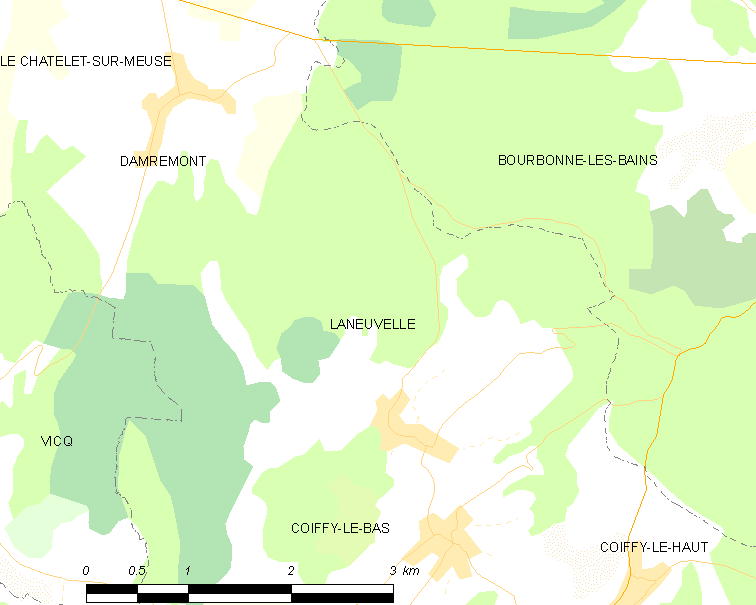
拉讷韦勒的OSM定位图

拉讷韦勒的时区为UTC+01:00、UTC+02:00（夏令时）。

## 行政
拉讷韦勒的邮政编码为52400，INSEE市镇编码为52264。

## 政治
拉讷韦勒所属的省级选区为波旁莱班县。

## 人口

1962-2008年间拉讷韦勒人口变化图示

拉讷韦勒于2022年1月1日时的人口数量为64人。